# Округ Болдвин (Џорџија)
Округ Болдвин (енгл. Baldwin County) је округ у америчкој савезној држави Џорџија.

## Демографија
По попису из 2010. године број становника је 45.720, што је 1.02 (2,3%) становника више него 2000. године.
| Група             | 2000.          | 2010.          |
| Белци             | 23.920 (53,5%) | 24.704 (54,0%) |
| Афроамериканци    | 19.392 (43,4%) | 18.965 (41,5%) |
| Азијати           | 450 (1,0%)     | 582 (1,3%)     |
| Хиспаноамериканци | 607 (1,4%)     | 919 (2,0%)     |
| Укупно            | 44.700         | 45.720         |